# Kathrine Rokke
Kathrine Rokke (* 28. September 1970) ist eine ehemalige norwegische Skilangläuferin.

## Werdegang
Rokke holte in der Saison 1992/93 mit dem 21. Platz über 10 km klassisch in Ulrichen und den 20. Rang über 30 km klassisch in Kawgolowo ihre ersten Weltcuppunkte und errang damit den 43. Platz im Gesamtweltcup. In der folgenden Saison erreichte sie in Kawgolowo mit dem neunten Platz über 10 km klassisch ihre beste Einzelplatzierung und zum Saisonende mit dem 33. Platz im Gesamtweltcup ihr bestes Gesamtergebnis. In der Saison 1996/97 kam sie viermal in die Punkteränge und belegte damit den 40. Platz im Gesamtweltcup und den 34. Rang im Sprintweltcup. Ihr letztes Weltcuprennen absolvierte sie im März 2000 in Oslo über 30 km klassisch, welches sie aber vorzeitig beendete.
Rokke wurde im Jahr 1994 norwegische Meisterin über 5 km und Dritte über 30 km. Zudem errang sie bei norwegischen Meisterschaften vier zweite Plätze mit der Staffel von Byåsen (1998–2001). Im Continental-Cup holte sie drei Siege.

## Siege bei Continental-Cup-Rennen
| Nr. | Datum             | Ort     | Disziplin       | Serie           |
| --- | ----------------- | ------- | --------------- | --------------- |
| 1.  | 17. Dezember 1995 | Savalen | 10 km klassisch | Continental-Cup |
| 2.  | 4. Februar 1996   | Sunne   | 5 km klassisch  | Continental-Cup |
| 3.  | 3. Januar 1998    | Åsarna  | 5 km klassisch  | Continental-Cup |

## Weltcup-Gesamtplatzierungen
| Saison    | Gesamt | Gesamt | Sprint | Sprint | Langdistanz | Langdistanz |
| Saison    | Punkte | Platz  | Punkte | Platz  | Punkte      | Platz       |
| --------- | ------ | ------ | ------ | ------ | ----------- | ----------- |
| 1992/93   | 22     | 43.    | –      | –      | –           | -           |
| 1993/94   | 50     | 33.    | –      | –      | –           | -           |
| 1994/95   | 8      | 62.    | –      | –      | –           | -           |
| 1995/96   | 17     | 46.    | –      | –      | –           | -           |
| 1996/97   | 49     | 40.    | 34     | 34.    | 15          | 39.         |
| 1997/98   | 28     | 45.    | 22     | 42.    | 6           | 40.         |
| 1998/99   | –      | –      | –      | –      | –           | –           |
| 1999/2000 | 4      | 89.    | 4      | 61.    | –           | –           |